# Heilige Katharinakerk
De Heilige Katharinakerk (Pools: Kościół św. Katarzyny w Zamościu) is een 17e-eeuwse kloosterkerk in de Poolse stad Zamość. Het bouwwerk is een beschermd architectonisch monument.

## Geschiedenis
De barokke kloosterkerk is tussen 1637 en 1665 naar het ontwerp van de architecten Jan Jaroszewicz en Jan Wolff voor de franciscanen gebouwd. De edelman Marcin Zamoyski financierde in 1680 de herbouwing van de kerk door Jan Link, hofarchitect van de familie Zamoyski. De kerk was gebaseerd op de Kathedraal van de Verrijzenis van Tomas de Apostel. Oorspronkelijk was de kerk gewijd aan Andreas. De kerk heeft maniëristische elementen in de vorm van de ingang en stucwerk op het gewelfde interieur. Ook heeft de kerk een crypte.
De kerk is een tweelinggebouw van de Sint-Michielskerk in Sandomierz.

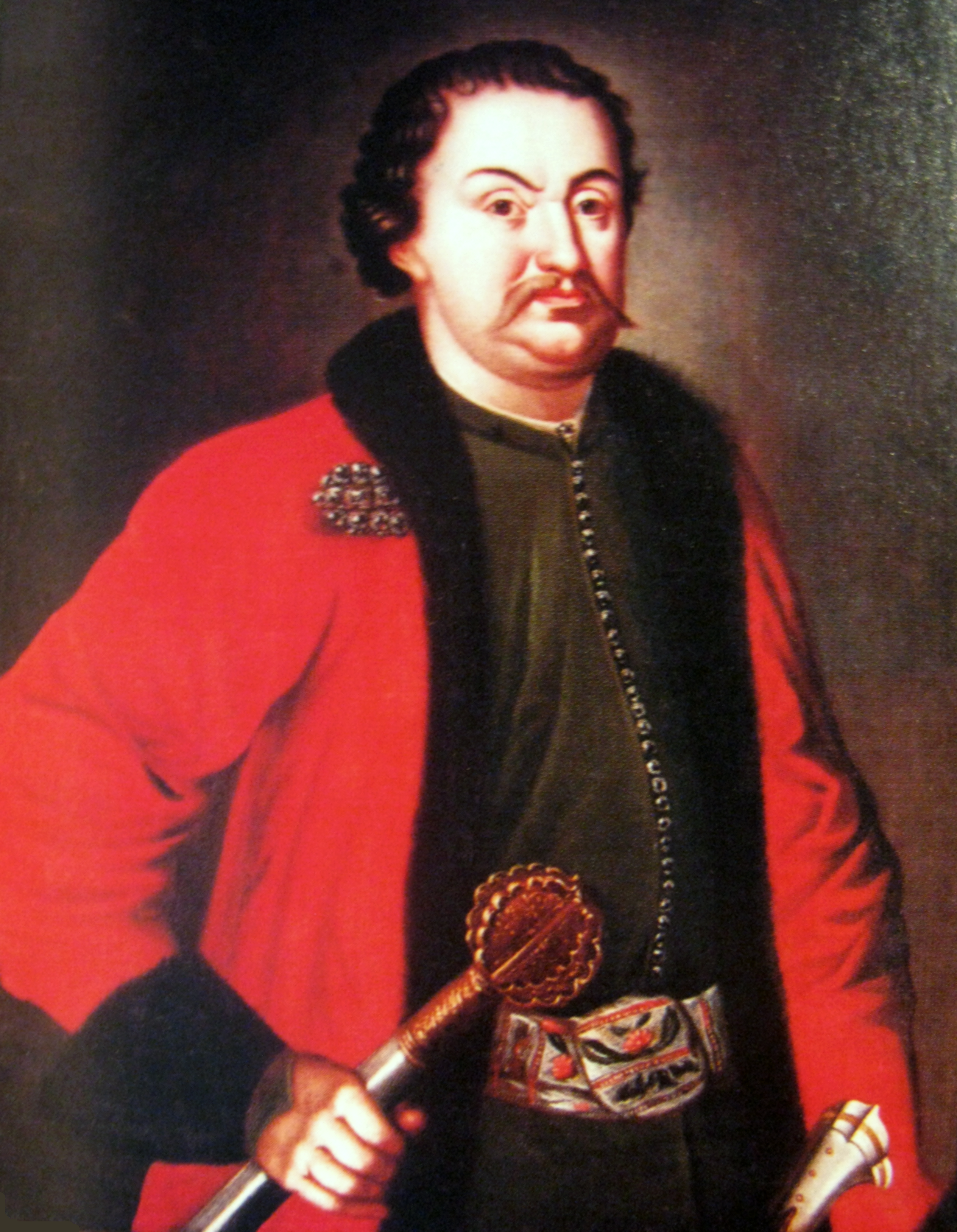
Marcin Zamoyski liet de kerk herbouwen